# Escudo de Adelaida (Australia)
El escudo de la ciudad de Adelaida fue otorgado por el Colegio Heráldico de Londres el 20 de abril de 1929, reinando sobre Australia Jorge V del Reino Unido.

Blasonamiento:

En campo de azur, cuartelado de una cruz de gules fileteada de oro. En el primer cuartel, un barco de tres mástiles de plata con las velas de lo mismo; en el segundo, un vellocino de oro; en el tercero, una cabeza de toro de plata puesta de frente; en el cuarto, un haz de espigas de trigo de oro. Por soportes terrasados de sinople, en la diestra, un león rampante y guardante, de oro, armado y linguado de gules, en la siniestra un canguro parado de gules, armado de lo mismo. Al timbre una corona mural de oro surmontada de un burelete de oro y de azur, el burelete sumado de un brazo de plata que sostiene un pico de lo mismo. Por divisa "Ut Prosint Omnibus Conjuncti" de gules, en una lista de plata.

El escudo de la capital de Australia Meridional, cuenta con un campo de azur (azul) cuartelado (dividido en cuatro partes denominadas cuarteles) por una cruz de gules y fileteada de oro (roja con bordes amarillos de pequeño grosor).
- En el primer cuartel figura un barco de plata (blanco) que simboliza la importancia que tiene el comercio para la ciudad. El barco también fue el medio de transporte en el que llegaron los primeros habitantes de Australia Meridional desde Gran Bretaña.
- En el segundo se muestra un vellocino de oro, representando la importancia de la cría de ovejas y del comercio de la lana.
- En el tercero aparece representada una cabeza de toro de plata, elemento que alude a la ganadería.
- En el cuarto, el haz de espigas de trigo de oro, elemento asociado con la agricultura.

Los soportes heráldicos, las figuras que flanquean el escudo propiamente dicho, son la figura de un león y de un canguro terrasados de sinople (situados sobre un montículo verde). El león de oro, situado en la diestra del escudo, es rampante y guardante (erguido y mirando al espectador), armado y linguado de gules (con sus garras y lengua de color rojo). Simboliza el origen inglés de los primeros pobladores de origen europeo que se asentaron en Australia Meridional. El canguro de gules representa el pueblo kaurna de la región de Australia Meridional.
En el timbre, aparece colocada una corona mural de oro surmontada de un burelete de oro y de azur. El burelete está sumado de un brazo de plata que sostiene un pico minero del mismo color. La corona mural, de origen romano, es la que suelen emplear las corporaciones municipales como emblema de su poder y autoridad. Sobre la corona mural, sin tocarla, aparece representado un burelete, el pedazo de tela retorcida que se colocaba alrededor de la parte superior del yelmo. Sobre el burelete puede observarse un brazo que porta un pico. Este elemento alude a la minería, otra industria que fue clave para el desarrollo de Adelaida y su región.
En el escudo, escrito en una cinta blanca situada en su parte inferior, también se muestra el lema de la ciudad "Ut Prosint Omnibus Conjuncti", que en latín significa "Unidos por el Bien Común".